# Chrzanów (gemeente in powiat Janowski)
De gemeente Chrzanów is een landgemeente in het Poolse woiwodschap Lublin, in powiat Janowski.
De zetel van de gemeente is in Chrzanów.
Op 30 juni 2004 telde de gemeente 3165 inwoners.

## Oppervlakte gegevens
In 2002 bedroeg de totale oppervlakte van gemeente Chrzanów 70,03 km², waarvan:
- agrarisch gebied: 86%
- bossen: 12%

De gemeente beslaat 8% van de totale oppervlakte van de powiat.

## Demografie
Stand op 30 juni 2004:
| Omschrijving                   | Totaal | Totaal | Vrouwen | Vrouwen | Mannen | Mannen |
| ------------------------------ | ------ | ------ | ------- | ------- | ------ | ------ |
| eenheid                        | aantal | %      | aantal  | %       | aantal | %      |
| inwoners                       | 3165   | 100    | 1621    | 51,2    | 1544   | 48,8   |
| bevolkingsdichtheid (inw./km²) | 45,2   | 45,2   | 23,1    | 23,1    | 22     | 22     |

In 2002 bedroeg het gemiddelde inkomen per inwoner 1113,37 zł.

## Administratieve plaatsen (sołectwo)
Chrzanów (sołectwa: Chrzanów I, Chrzanów II, Chrzanów III en Chrzanów IV), Chrzanów-Kolonia, Łada, Malinie, Otrocz.

## Aangrenzende gemeenten
Dzwola, Godziszów, Goraj, Turobin, Zakrzew